# Premio Hanno e Ilse Hahn
Il premio Hanno e Ilse Hahn è un premio italiano  "per meriti eccezionali nel campo della storia dell'arte italiana" ed uno dei rari riconoscimenti europei per la promozione di giovani storici dell'arte non ancora abilitati alla libera docenza.
Creato di Dietrich Hahn nel 1990 viene assegnato ogni due anni dai direttori e dal curatorio della Bibliotheca Hertziana a Roma, alla memoria di Hanno Hahn (1922-1960), storico dell'arte e studioso di architettura (unico figlio del premio Nobel Otto Hahn, fondatore e primo presidente della Società Max Planck), e di sua moglie ed assistente Ilse Hahn, nata Pletz (1920-1960), entrambi scomparsi in un incidente d'auto alla fine di agosto 1960, durante un viaggio di studio in Francia.
Il  premio Hanno e Ilse Hahn consiste in un diploma con legatura in pelle, intarsiato in oro, ed è dotato di 5.000 marchi tedeschi (5 milioni di lire), che dal 2002 ammontano a 2.500 Euro. Il diploma mostra lo stemma affrescato del principe e pittore romano Federico Zuccari (1540-1609), costruttore del palazzetto Zuccari (in piazza Trinità dei Monti, in cima alla Scalinata di Spagna), residenza, dal 1913, della Bibliotheca Hertziana, donazione della mecenate ebrea Henriette Hertz (1846-1913).

## I premiati
- 2016: Michele Bacci (Friburgo, Svizzera), "per meriti eccezionali nel campo della storia dell'arte italiana, in particolare per studi significativi alla storia dell'arte transculturale dell'area mediterranea nel Medioevo e all'inizio dell'Età Moderna, in una prospettiva pedagogica e iconografica della religione."
- 2014: Stefan Albl (Vienna), "per meriti eccezionali nel campo della storia dell'arte italiana, in particolare la pittura del XVII secolo e i suoi cosiddetti dissidenti come Pietro Testa."
- 2012: Susanne Kubersky-Piredda (Roma), "per meriti eccezionali nel campo della storia dell'arte italiana, in particolare per la ricerca sullo scambio artistico fra Italia e Spagna e la sua concezione del progetto di ricerca: Roma communis patria - Le Chiese Nazionali a Roma fra il Medioevo e l'Età Moderna."
- 2010: Cristina Ruggero (Roma), "per meriti eccezionali nel campo della storia dell'arte italiana, in particolare per la ricerca sulla scultura e l'arte del disegno del XVII e XVIII secolo."
- 2008: Vitale Zanchettin (Venezia), "per meriti eccezionali nel campo della storia dell'arte italiana, in particolare per la ricerca sull'architettura e l'urbanistica dell'Alto Rinascimento."
- 2006: Francesca dell'Acqua (Salerno), "per meriti eccezionali nel campo della storia dell'arte italiana, in particolare per la ricerca sulle vetrate colorate dal periodo Tardoantico fino all'Alto Medioevo".
- 2004: David Ezra Knipp (Friburgo), "per meriti eccezionali nel campo della storia dell'arte italiana, in particolare la storia del primo Cristianesimo, la città di Roma nel primo Medioevo e la Sicilia normanna".
- 2002: Ulrich Pfisterer (Amburgo), "per meriti eccezionali nel campo della storia dell'arte italiana, in particolare per la ricerca sulla sensibilità stilistica nel XV secolo".
- 2000: Fabrizio Mancinelli (Roma, postumo), "per meriti eccezionali nel campo della storia dell'arte italiana, in particolare per il restauro degli affreschi di Michelangelo nella Cappella Sistina".
- 1998: Sebastian Schütze (Münster) "per meriti eccezionali nel campo della storia dell'arte italiana, in particolare per le ricerche sull'arte di Roma nel XVII secolo".
- 1996: Sible Lambertus de Blaauw (Leida/Roma), "per meriti eccezionali nel campo della storia dell'arte italiana, in particolare il Medioevo e l'archeologia del primo cristianesimo".
- 1994: Gerhard Wolf (Roma), "per meriti eccezionali nel campo della storia dell'arte italiana, in particolare la storia delle immagini di culto romane nel Medio Evo".
- 1992: Arnold Nesselrath (Londra/Roma) "per meriti eccezionali nel campo della storia dell'arte italiana, in particolare sulla percezione dell'antichità durante il Rinascimento".
- 1990: Ingo Herklotz (Costanza), "per meriti eccezionali nel campo della storia dell'arte italiana, in particolare il Medio Evo".